# Alicja Jarząb
Alicja Jarząb (ur. 24 maja 2003) – polska koszykarka, występująca na pozycji rzucającej, obecnie zawodniczka MB Zagłębia Sosnowiec.

## Osiągnięcia
Stan na 7 maja 2024, na podstawie, o ile nie zaznaczono inaczej.

### Drużynowe

#### Seniorskie
5x5
- Uczestniczka międzynarodowych rozgrywek Eurocup (2023/2024)

3x3
- Uczestniczka rozgrywek Lotto 3x3 Ligi Kobiet (2023)[3]

### Indywidualne
- Zaliczona do I składu mistrzostw Polski juniorek starszych (2022)[4]

### Reprezentacja
- Uczestniczka mistrzostw Europy U–20 (2023 – 11. miejsce)[5]